# MIRC scripting
Il mIRC scripting language è un linguaggio di scripting sviluppato per mIRC.  Non è potente come il C o il C++, ma si possono comunque sviluppare script abbastanza avanzati. Gli script hanno estensione .mrc o .ini

## Usi del linguaggio
Il mIRC scripting viene utilizzato principalmente per automatizzare compiti ripetitivi, bannare utenti che floddano sul canale, imporre policy di protezione (ad esempio determinati permessi a un gruppo di indirizzi IP), aggiungere comandi utili (come l'aiuto per il canale o un comando per cambiare nickname oppure il controllo dell'ortografia).
Si possono anche creare:
- Lettori di file multimediali MP3, WAV, AVI, SWF
- Giochi
- Clients basati su sockets, come clients FTP, HTTP oppure clients per le Email.

## Caratteristiche del linguaggio

### Principali "categorie"
- Aliases servono per abbreviare comandi lunghi e complessi in altri più semplici;
- Popup si utilizzano per definire i menu. Tramite i popup si possono modificare i comandi presenti nei menu status, comandi, lista dei nick, canale ed nel menu della finestra query;
- nei Remote possiamo scrivere un vero e proprio script, anche richiamando aliases.

### Identificatori e variabili
Gli identificatori (sia personali che già presenti nel mIRC) sono preceduti da $, un identificatore è $replace che serve per sostituire il testo in una stringa con altro testo, un altro è $nick che intende il nick che esegue l'azione precedentemente specificata. Le variabili binarie sono precedute da & mentre le altre (sia locali che globali) da %.

## Limitazioni
- Ogni riga di script può contenere al massimo 947 caratteri.
- Le stringhe non sono sintatticamente chiuse, ciò comporta ambiguità nel codice dove i caratteri indicano sia stringhe sia parti della sintassi del linguaggio.

## Esempi di codice
Notare che questi codici funzionano solo nei remote, se si volessero mettere negli aliases andrebbe tolto l'alias  iniziale
Questo codice serve per mostrare alla digitazione di /hello nella finestra attiva (come specifica -a) del mIRC la celeberrima frase Hello, world!.
```
alias hello {
echo -a hello world
}
```

Mostra, al comando /dieci, i primi dieci numeri, sempre nella finestra attiva
```
alias dieci {
  var %i = 1
  while (%i <= 10) {
    echo -a %i
    inc %i
  }
}

```

Il codice seguente va necessariamente messo nei remote in quanto contiene l'evento on *:TEXT:, serve per ricambiare il saluto, funziona solo su #canale 
```
on *:TEXT:ciao:#canale {
    /msg #canale ciao $nick
}

```

Questo codice è l'inizio di un semplice antivirus, che controlla, al comando /virus se le porte utilizzate dal virus WinCrash sono occupate e quindi mostra nella finestra attiva un messaggio.
```
alias virus {
  var %pcvirus echo -a Il computer può essere infetto da WinCrash
    if (!$portfree(5742)) && (!$portfree(5741)) && (!$portfree(5714)) && (!$portfree(4090)) && (!$portfree(2583)) && (!$portfree(21)) { %pcvirus }
}

```

Qui di seguito un semplice script che fa uso dell'identificatore replace per sostituire le lettere con in numeri, in pieno stile leet. Questo script si attiva automaticamente ad ogni input, funziona solo se messo nei remote
```
on *:input:#: {  
  if (/* !iswm $1-) {    
    var %testo = $1-        
    if (o isin %testo) { 
    var %testo = $replace(%testo,o,0) }
    if (e isin %testo) { var %testo = $replace(%testo,e,3) }    
    if (a isin %testo) {
    var %testo = $replace(%testo,a,4) }
    if (s isin %testo) {
    var %testo = $replace(%testo,s,5) }
    if (g isin %testo) {
    var %testo = $replace(%testo,g,9) }
    msg # %testo 
    halt
  }
}

```

I codici qui presentati non hanno la pretesa di essere i migliori, sono stati ideati solo per scopo illustrativo.

## Giochi
Un gioco per mIRC è un programma con fini ludici scritto nel linguaggio di mIRC. Questi giochi possono essere sia di tipo grafico sia di testo. I primi vengono mostrati in una finestra a parte detta "Picture Window", mentre i giochi testuali si svolgono di norma nella finestra di canale. I giochi scritti in questo linguaggio tendono a essere semplici, siccome lo stesso linguaggio possiede delle limitazioni, ma ci sono stati diversi tentativi di produrre dei giochi anche abbastanza complessi.

### Tanks
Tanks  è un gioco non molto complesso, in cui i giocatori (massimo 8) si sfidano con dei carri armati, tenendo conto delle caratteristiche meteorologiche, specialmente del vento.

### Dragon Ball Z
Dragon Ball Z, ispirato all'omonimo anime è stato creato in Belgio da Epsilon. È il primo picchiaduro realizzato su mIRC.

### LindonRPG
LindonRPG è il primo gioco MMORPG per IRC. Permette di creare un personaggio virtuale e farlo evolvere. Nonostante le limitazioni del linguaggio ha molte delle funzioni di un MMORPG
All-Out-War è simile a LindonRPG. L'obiettivo dei giocatori è quello di diventare il gangster più potente. È anche disponibile sul web tramite un client Java su www.all-out-war.net.

### Mario Beta Engine
Uno scripter Brasiliano, con nick DukeNuken nel 2001 ha creato una semplice versione di Mario Bros., per testare un nuovo motore grafico creato per mirc da lui stesso. Il codice era efficiente e il gioco aveva un buon framerate. Ciò lo fece diventare in poco tempo il miglior platform per mIRC. Il suo motore grafico guadagno popolarità tra gli altri scripters facendo fervere la produzione di giochi anche più complessi. L'espansione di questo motore uscì nel 2003, per la creazione di un gioco di ninja, chiamato "The Ninja Engine", che avrebbe dovuto supportare nuovi tipi di collisioni e anche sfondi animati. DukeNuken non finì mai questo gioco.

### Altri giochi
Sono stati creati diversi altri giochi, anche se molto più semplici, come:
- Sudoku
- Forza quattro
- Snake
- Scacchi
- Tetris